# Arcis-Vocalisten
Die Arcis-Vocalisten München sind ein semi-professioneller Chor, der sich vor allem dem Konzert- und Oratorienrepertoire vom Frühbarock bis zum 20. Jahrhundert in historisch informierter Aufführungspraxis widmet. Ein besonderer Schwerpunkt des Chores liegt in der Wiederentdeckung und Pflege selten gespielter Werke aus der Zeit des Barock und der Romantik. Geleitet wird der Chor von Thomas Gropper, Bariton und Professor für Gesang, Stimmkunde und Gesangspädagogik an der Hochschule für Musik und Theater München.

## Geschichte
Seit der Gründung durch Thomas Gropper haben die Arcis-Vocalisten in der Münchner Musikszene einen festen Platz unter den Chören eingenommen. Der Projektchor besteht aus etwa 80 Sängerinnen und Sängern, die großteils über eine solistische Gesangsausbildung verfügen. Je nach Werk kann er zwischen 30 und 80 Mitgliedern zählen.
Neben der Darbietung von Chorwerken des Frühbarocks bis hin zur Moderne haben die Arcis-Vocalisten unter der Leitung von Thomas Gropper auch mit szenischen und halbszenischen Aufführungen Beachtung gefunden. In der Regie von Dieter Reuscher präsentierten sie Dido und Aeneas von Henry Purcell (2006/2008/2009), die Johannes-Passion von J. S. Bach (2009), L’Orfeo von Claudio Monteverdi (2011), Saul (2013) und die Belshazzar (2016) von Georg Friedrich Händel.
In Kooperation mit der Münchner Konzertdirektion Bell’Arte treten die Arcis-Vocalisten mehrmals jährlich im Herkulessaal und im Brunnenhof der Residenz sowie auch im Prinzregententheater München auf. In Zusammenarbeit mit Obrasso Concerts Luzern konzertierte der Chor regelmäßig im KKL Luzern und in der Tonhalle Zürich.
Darüber hinaus war das Ensemble bei den Europäischen Wochen in Passau, beim Musiksommer zwischen Salzach und Inn, in Rouen in der Normandie, bei den Festspielen Bad Hersfeld, in Rothenburg ob der Tauber, auf dem Theaterplatz Lindau, bei den Marienroder Klosterkonzerten, sowie – zusammen mit Haindling – bei den Thurn-und-Taxis-Schlossfestspielen Regensburg und auf dem Domplatz Linz zu Gast.
Bei Konzerten mit größerer Besetzung traten die Arcis-Vocalisten gelegentlich auch mit ihren Partnerchören, der Birnauer Kantorei und dem Kammerchor Chur auf.
Kirchenmusikalische Konzerte sowie szenische Aufführungen in München fanden traditionell in der Himmelfahrtskirche Sendling, statt. Dort entstanden gemeinsam mit dem Barockorchester L’arpa festante in Kooperation mit dem Bayerischen Rundfunk (BR-KLASSIK) und dem Label OehmsClassics 2010 und 2012 Aufnahmen verschiedener Kantaten von Johann Sebastian Bach (BWV 131 Aus der Tiefen, BWV 182 Himmelskönig, sei willkommen, BWV 12 Weinen, Klagen, Sorgen, Zagen und BWV 147 Herz und Mund und Tat und Leben).
Ebenfalls mit L`arpa festante und als Koproduktion mit BR-KLASSIK und OehmsClassics folgten Konzertprojekte sowie die Aufnahmen und CD-Veröffentlichungen der selten aufgeführten Oratorien Der Tod Jesu (2014) und Weihnachtsoratorium (2016) von Carl Heinrich Graun.
In der gleichen Zusammensetzung brachten die Arcis-Vocalisten 2018 das Passionsoratorium Das Sühnopfer des neuen Bundes von Carl Loewe zur Aufführung. Die Einspielung dieses selten zu hörenden Werks fand in der Presse (u. a. Frankfurter Allgemeine Zeitung, Süddeutsche Zeitung, Fono Forum) und im Rundfunk (u. a. OE 1, Radio France Musique) ein positives Echo. Darüber hinaus wurde sie im Juni 2019 in der Kategorie Chorwerkeinspielung des Jahres für den Opus Klassik 2019 sowie für den Preis der Deutschen Schallplattenkritik nominiert.
Im Sommer 2023 erschien die Aufnahme eines weiteren Werks von Carl Loewe: Das Oratorium Jan Hus beschreibt den Weg des böhmischen Reformators von Prag zum Konzil von Konstanz und schließlich dort auf den Scheiterhaufen.

## Diskographie
- J. S. Bach: Kantaten Aus der Tiefen BWV 131 und Himmelskönig, sei willkommen BWV 182; Arcis-Vocalisten München, Barockorchester L´arpa festante, Regine Jurda (Alt), Maximilian Kiener (Tenor), Franz Schlecht (Bass), Thomas Gropper (Leitung), Oehms Classics OC 783 (2011)
- J. S. Bach: Kantaten Weinen, Klagen, Sorgen, Zagen BWV 12 und Herz und Mund und Tat und Leben BWV 147; Arcis-Vocalisten München, Barockorchester L´arpa festante, Judith Spiesser (Sopran), Annekathrin Laabs (Mezzosopran), Robert Sellier (Tenor), Timo Janzen (Bass), Thomas Gropper (Leitung), OehmsClassics OC 425 (2012)
- C. H. Graun: Der Tod Jesu, Passionsoratorium; Arcis-Vocalisten München, Barockorchester L´arpa festante, Monika Mauch (Sopran), Georg Poplutz (Tenor), Andreas Burkhart (Bariton), Thomas Gropper (Leitung), OehmsClassics OC 1809 (2014)
- C. H. Graun: Weihnachtsoratorium; Arcis-Vocalisten München, Barockorchester L´arpa festante, Monika Mauch (Sopran), Marion Eckstein (Alt), Georg Poplutz (Tenor), Raimund Nolte (Bass), Thomas Gropper (Leitung), OehmsClassics OC 1876 (2017)
- C. Loewe: Das Sühnopfer des neuen Bundes, Passionsoratorium; Arcis-Vocalisten München, Barockorchester L´arpa festante, Monika Mauch (Sopran), Ulrike Malotta (Mezzosopran), Georg Poplutz (Tenor), Andreas Burkhart (Bariton), Thomas Gropper (Leitung), OehmsClassics OC 1706 (2019)
- C. Loewe: Jan Hus, Oratorium; Arcis-Vocalisten München, Barockorchester L´arpa festante, Monika Mauch (Sopran), Ulrike Malotta (Mezzosopran), Georg Poplutz (Tenor), Dominik Wörner (Bass), Thomas Gropper (Leitung), OehmsClassics OC 1720 (2023)